# Cáceres (tartomány)
Cáceres (extremadurai nyelven Provincia de Caçris, asztur-leóni és fala nyelven Provincia de Cáciris) egy tartomány Spanyolország nyugati részén, Extremadura autonóm közösségben. Székhelye Cáceres, amelynek 403 m magasan fekvő óvárosa 1986 óta az UNESCO kulturális világörökségének része.
A tartomány nyugati felén, a portugál határ melletti Jálama-völgyben beszélik az ún. fala nyelvet.